# San Saba (Rome)
De Basiliek van San Saba is een romeinse basiliek in het historische centrum van Rome, gelegen op de piccolo Aventino (de kleine Aventijn, tussen de Aventijn en de Celius). Ze is gewijd aan de heilige archimandriet Saba.
Foto's uit het begin van de 20e eeuw laten zien dat de kerk en het klooster van San Saba in die periode nog op het platteland lagen. Het eerste ruimtelijke-ordeningsplan van Rome (1909) zorgde ervoor dat in 1921 nieuwe volkse parochies werden opgericht, met name San Saba en Testaccio. Dit waren de laatste, binnen de muren gelegen nieuwe parochies, afgescheiden van de Ripa.
De kerk werd tot parochiekerk verheven op 5 december 1931 door paus Pius XI met de bulle Incolarum numero.

## Geschiedenis
De Basiliek San Saba ontleent zijn naam aan het klooster en kerk die er gelegen waren sinds de Val van het West-Romeinse Rijk. Het waren de enige bewoonde gedeelten van het gebied. De traditie verbindt de stichting met de heilige Gregorius en zijn moeder, de heilige Sylvia, die hier geleefd hebben in de 6e eeuw. Vanaf de 7e eeuw woonden hier oosterse monniken afkomstig uit Jeruzalem die hun gemeenschap ontvluchtten wegens de oorlogen en de slachtingen in Palestina en de uitbreiding van de islam. Ze namen bezit van de locatie en al snel groeide hun bekendheid en prestige.
Tussen de 8e en 9e eeuw werd de San Saba als een van de belangrijkste Romeinse kloosters beschouwd, in het bijzonder omdat de paus het tot een centrum maakte voor de diplomatieke contacten met Constantinopel en de 'barbaarse' wereld. Aan de higoumènos en de abten werden belangrijke taken als ambassadeur en onderhandelaar toevertrouwd. De kerk en het klooster ontvingen genereuze schenkingen in de vorm van gronden, rijkelijke fresco's en andere bezittingen zoals het kasteel van Marino (1253) en het kasteel van Palo (1330).
Omstreeks de 10e eeuw was de gemeenschap van San Saba zo sterk terug gelopen dat ze werd vervangen door benedictijnen van de Montecassino en in 1144 door monniken van de abdij van Cluny. In de loop van de 12e en 13e eeuw werd de kerk in zijn huidige vorm gebouwd, met name werd ze sterk verhoogd ten opzichte van de voorgaande kerk. Ook werd ze een heel stuk groter. Bijkomende architecturale ingrepen volgden in de 15e, 16e en 18e eeuw met de overname van het complex door de cisterciënzers (1503). Vanaf 1573 doet het complex dienst als Duits-Hongaars college, bestuurd door de jezuïeten, die dit tot vandaag doen.
De middeleeuwse architectuur van de kerk werd gedeeltelijk gerestaureerd in 1900-1901 en 1943. Tot de dag van vandaag is de originele voorgevel nog steeds gemarkeerd door de aanwezigheid van een bijzondere onevenwichtige 18e-eeuwse portiek. De moderne pilaren zijn vervangen door de originele; erboven hebben moderne vensters de plaats ingenomen van de 15e-eeuwse vensters met montants.
De San Saba was de titelkerk van Augustin Bea, een van de aanvoerende kardinalen van de progressieve strekking tijdens Vaticanum II.

## Foto's

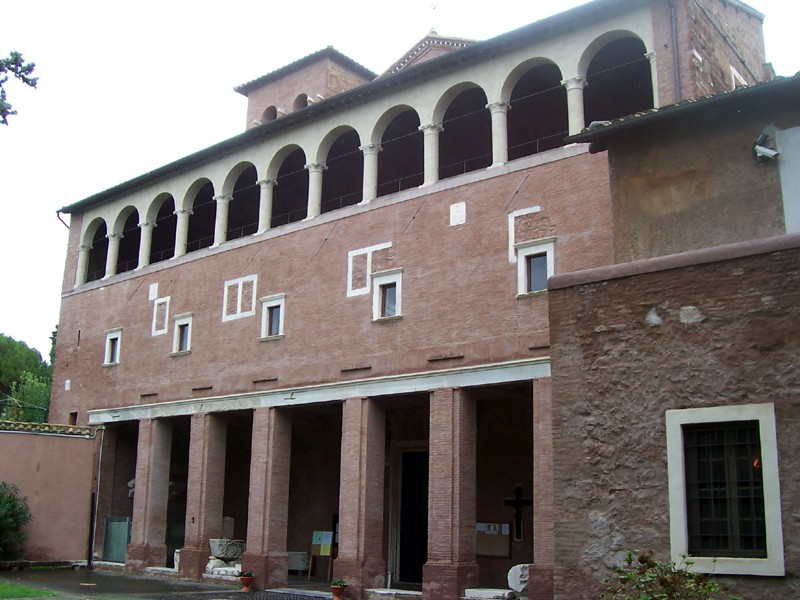
Façade : de loggia van de 15e eeuw; de pilaren op het gelijkvloers en de rechthoekige vensters hebben de originele bouw vervangen
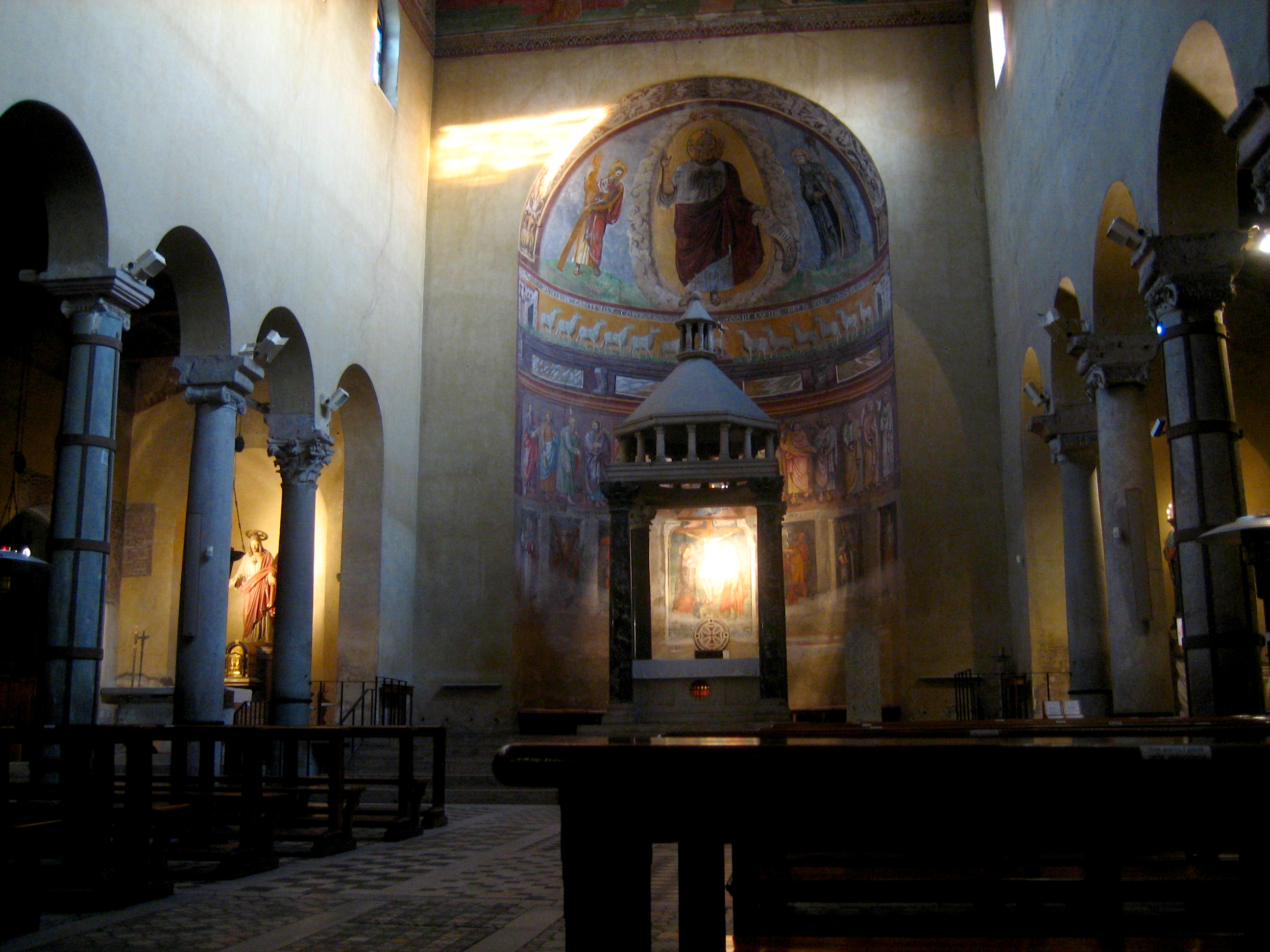
interieur
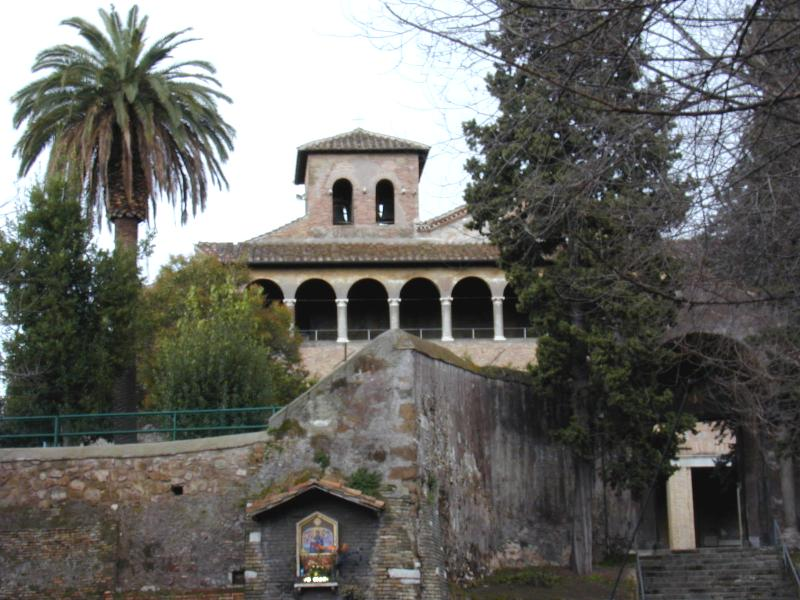
een ander zicht
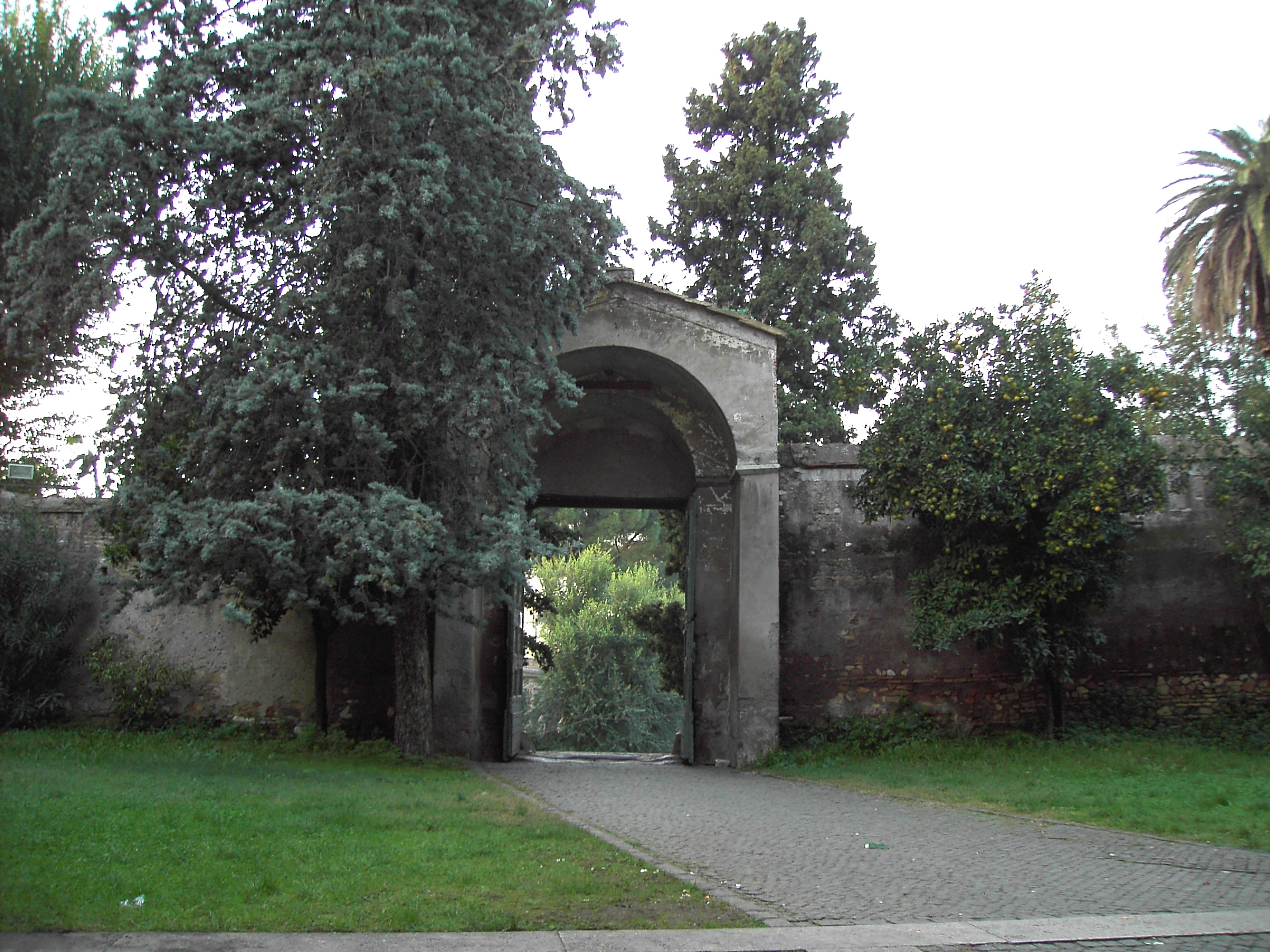
Ingangsportaal
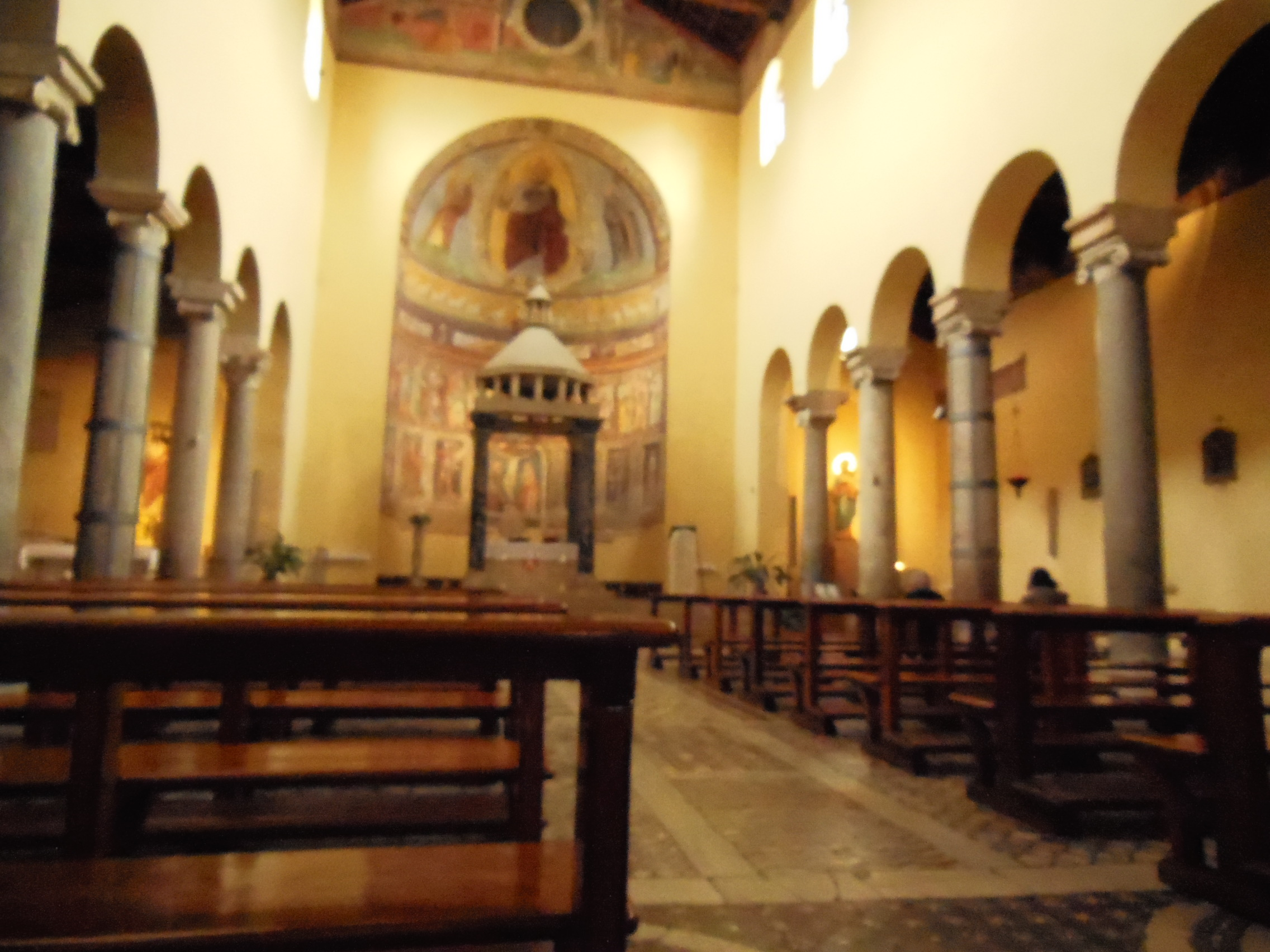
Het middenschip